# I've Been in Love Before
I've Been in Love Before é o segundo single do álbum Broadcast, lançado pela banda de pop rock Cutting Crew em 1986. 
A canção obteve sucesso nos Estados Unidos e Canadá, alcançando as posições #9 e #8 respectivamente. Na Europa a canção fracassou em entrar no Top 40 das paradas musicais, conseguindo moderado sucesso na Alemanha e Itália. No Reino Unido, a canção foi originalmente lançada em 1986 e alcançou a posição #31. Relançada em 1987, a canção chegou a posição #24. 
A canção foi incluída na trilha sonora internacional da novela "Mandala", de Dias Gomes, exibida pela TV Globo entre 1987/1988. Na trama das 20 horas a canção foi tema do personagem "Tony Carrado", interpretado por Nuno Leal Maia.

## Faixas
7" Single
| N.º | Título                     | Duração |  |
| 1.  | "I've Been in Love Before" | 5:27    |  |
| 2.  | "Life in a Dangerous Time" | 4:32    |  |

12" Single
| N.º | Título                                      | Duração |  |
| 1.  | "I've Been in Love Before" (Extended)       | 6:10    |  |
| 2.  | "I've Been in Love Before" (Single Version) | 4:32    |  |
| 3.  | "Life in a Dangerous Time"                  | 4:23    |  |

CD Maxi single
| N.º | Título                                         | Duração |  |
| 1.  | "I've Been in Love Before" (Edit Version 1987) | 3:55    |  |
| 2.  | "Broadcast (Excerpt)/Any Colour (All for You)" | 8:05    |  |
| 3.  | "Don't Look Back"                              | 3:55    |  |
| 4.  | "Life in a Dangerous Time"                     | 4:02    |  |

CD Promo single
| N.º | Título                                    | Duração |  |
| 1.  | "I've Been in Love Before" (Edit Version) | 3:55    |  |
| 2.  | "I've Been in Love Before" (LP Version)   | 5:27    |  |

## Posições nas paradas musicais
| Parada musical (1986/1987)          | Melhor posição |
| ----------------------------------- | -------------- |
| Alemanha - Germany Top 100 Singles  | 44             |
| Canadá - Canada RPM Top 100 Singles | 8              |
| Estados Unidos - Adult Contemporary | 2              |
| Estados Unidos - Billboard Hot 100  | 9              |
| Irlanda - IRMA                      | 25             |
| Itália - FIMI                       | 51             |
| Reino Unido - UK Singles Chart      | 24             |

| Parada de fim de ano (1987)                | Melhor posição |
| ------------------------------------------ | -------------- |
| Canadá - Canada RPM Top 100 Singles of '87 | 88             |
| Estados Unidos - Billboard Hot 100         | 97             |